# Bird J. Vincent

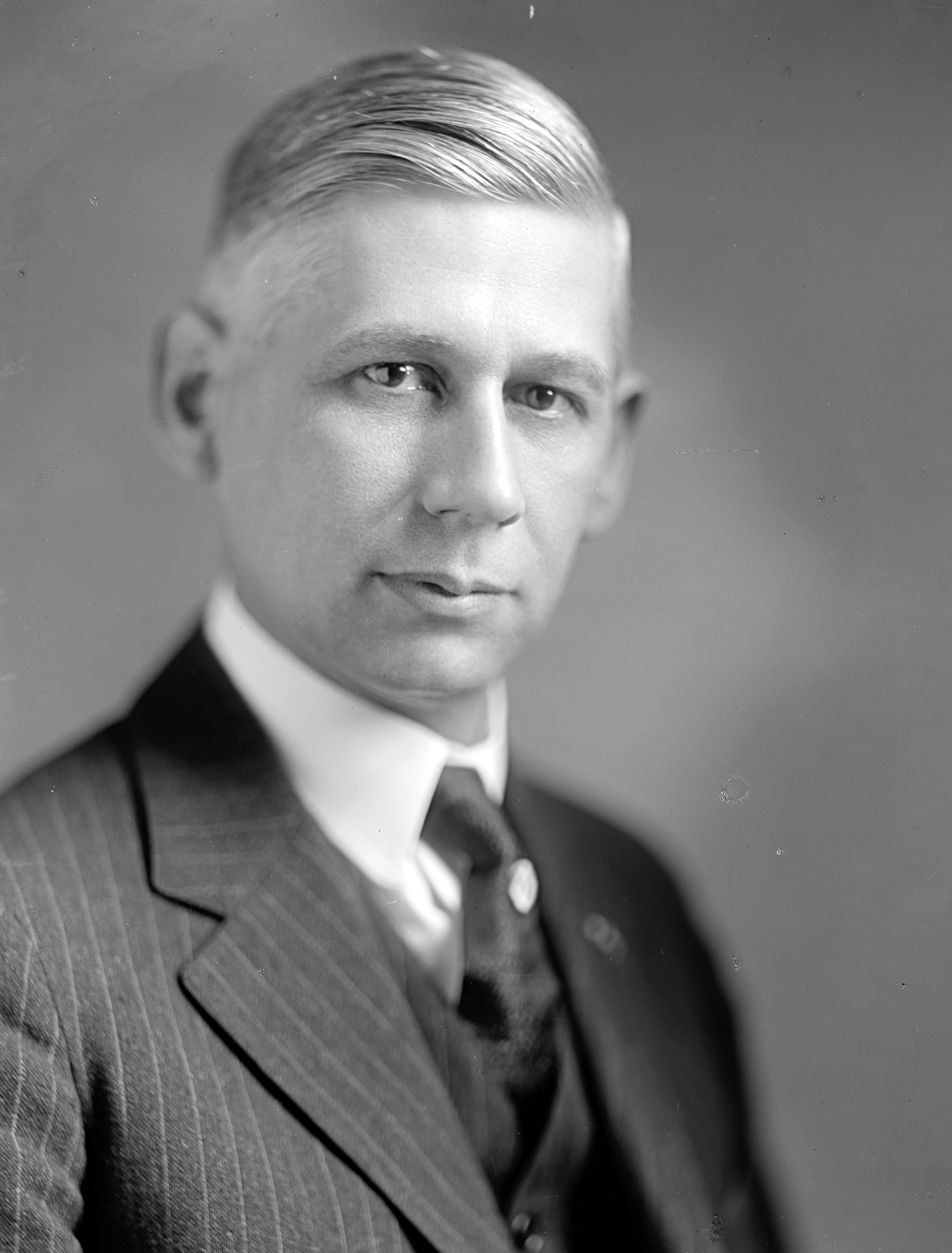
Bird J. Vincent

Bird J. Vincent (* 6. März 1880 bei Clarkston, Michigan; † 18. Juli 1931 an Bord eines Schiffes zwischen Hawaii und Kalifornien) war ein US-amerikanischer Politiker. Von 1923 bis 1931 vertrat er den Bundesstaat Michigan im US-Repräsentantenhaus.

## Werdegang
Bird Vincent besuchte die öffentlichen Schulen seiner Heimat und danach das Ferris Institute. Nach einem anschließenden Jurastudium an der University of Michigan in Ann Arbor und seiner im Jahr 1905 erfolgten Zulassung als Rechtsanwalt begann er in Saginaw in seinem neuen Beruf zu arbeiten. Von 1909 bis 1914 war er stellvertretender Staatsanwalt im Saginaw County. Anschließend rückte er zum ersten Staatsanwalt in diesem Bezirk auf. Dieses Amt bekleidete er bis 1917. Während des Ersten Weltkrieges war er als Oberleutnant der US Army für zehn Monate in Frankreich eingesetzt. Nach seiner Heimkehr war er von 1919 bis 1923 Prozessanwalt der Stadt Saginaw.
Politisch war Vincent Mitglied der Republikanischen Partei. Bei den Kongresswahlen des Jahres 1922 wurde er im achten Wahlbezirk von Michigan in das US-Repräsentantenhaus in Washington, D.C. gewählt, wo er am 4. März 1923 die Nachfolge von Joseph W. Fordney antrat. Nach vier Wiederwahlen konnte er bis zu seinem Tod im Kongress verbleiben. Von 1925 bis 1931 war er Vorsitzender des Committee on Elections No. 2. Bird Vincent starb am 18. Juli 1931 an einem Herzanfall an Bord des Navy-Transportschiffes USS Henderson auf der Rückreise von Honolulu nach San Francisco. Er wurde in Saginaw beigesetzt. Nach einer Nachwahl fiel sein Mandat an den Demokraten Michael J. Hart.